# ビリー・ヴニポラ
ビリー・ヴニポラ（Billy Vunipola、1992年11月3日 - ）は、トップ14モンペリエ・エロー・ラグビーに所属するラグビーユニオン選手。

## プロフィール
- オーストラリア・シドニー出身だが、幼少期にウェールズに移住した。
- ポジションはナンバーエイト(No.8)。
- 身長 188cm、体重 130kg
- 兄のマコもラグビー選手[1]で現在チームメイト。
- U20イングランド代表に選ばれたことがある[2]。
- イングランド代表キャップは64（2022年12月現在）でワールドカップ2015・2019・ラグビーワールドカップ2023のイングランド代表に選ばれた[3][4]。
- 両親はトンガ人。

## 略歴
ワスプスを経て、2013年、サラセンズに加入。 
2024年、モンペリエに加入。 